# Coursegoules
Coursegoules település Franciaországban, Alpes-Maritimes megyében. Lakosainak száma 545 fő (2022. január 1.). Coursegoules Bézaudun-les-Alpes, Conségudes, Courmes, Gréolières, Roquestéron-Grasse és Vence községekkel határos.

## Népesség
A település népességének változása:
| Lakosok száma | 134  | 201  | 260  | 425  | 510  | 524  | 531  | 531  | 529  | 545  |
|               | 1968 | 1982 | 1990 | 2006 | 2013 | 2015 | 2017 | 2019 | 2020 | 2022 |